# 耶爾呂姆
耶爾呂姆（挪威語：Gjerdrum）是挪威阿克什胡斯郡的市镇，行政中心为阿斯克村。市镇面积为83平方公里，人口数量为6,267人（2013年），人口密度为每平方公里60人。

## 歷史
1838年1月1日，耶爾呂姆正式設市。

### 2020年山泥傾瀉
2020年12月30日，阿斯克附近發生山泥傾瀉，令超過1000人需要撤離村落，並導致了至少兩人死亡，10人受傷。